# Тебальдини, Джованни
Джова́нни Тебальди́ни (итал. Giovanni Tebaldini; 7 сентября 1864[…] или 7 июля 1864, Брешиа, Ломбардия — 11 мая 1952, Сан-Бенедетто-дель-Тронто, Марке) — итальянский композитор и музыковед
.
Учился в Миланской консерватории у Полибио Фумагалли, в 1886 г. был исключён за публикацию в газете отрицательного отзыва на мессу, написанную своим учителем. В 1889 г. учился в Школе церковной музыки в Регенсбурге у Франца Ксавера Хаберля. Возглавлял певческие школы в венецианском Соборе Святого Марка (1889—1894) и в падуанском Соборе Святого Антония (1894—1897). В 1897—1902 гг. директор Пармской консерватории. В дальнейшем преподавал в Неаполитанской консерватории, в 1930—1932 гг. руководил музыкальным лицеем имени Монтеверди в Генуе.
Тебальдини известен главным образом как специалист по церковной музыке, ему принадлежит около полутора сотен собственных церковных сочинений. Под редакцией Тебальдини вышли новые издания «Представления о душе и теле» Эмилио де Кавальери, «Эвридики» Джулио Каччини и Якопо Пери, «Иевфая» Джакомо Кариссими, «Коронации Поппеи» Клаудио Монтеверди и др. Музыковедческое наследие Тебальдини включает написанный совместно с Марко Энрико Босси «Метод изучения современного органа» (итал. Metodo di studio per l'Organo moderno; 1893), описания музыкальных архивов Падуи и Лорето, книги «Гуно как автор духовной музыки» (итал. Gounod autore di musica sacra; 1894), «Фелипе Педрель и испанская лирическая драма» (итал. Felipe Pedrell e il Dramma Lirico spagnuolo; 1897), «От Россини к Верди» (итал. Da Rossini a Verdi; 1901), «Музыка и изобразительное искусство» (итал. La musica e le arti figurative; 1913), книги о Палестрине (1894); Тартини (1897), Паэре (1939), воспоминания об Ильдебрандо Пиццетти (1931) и многое другое.